# Bothrops caribbaeus
Bothrops caribbaeus là một loài rắn trong họ Rắn lục. Loài này được Garman mô tả khoa học đầu tiên năm 1887.

## Hình ảnh

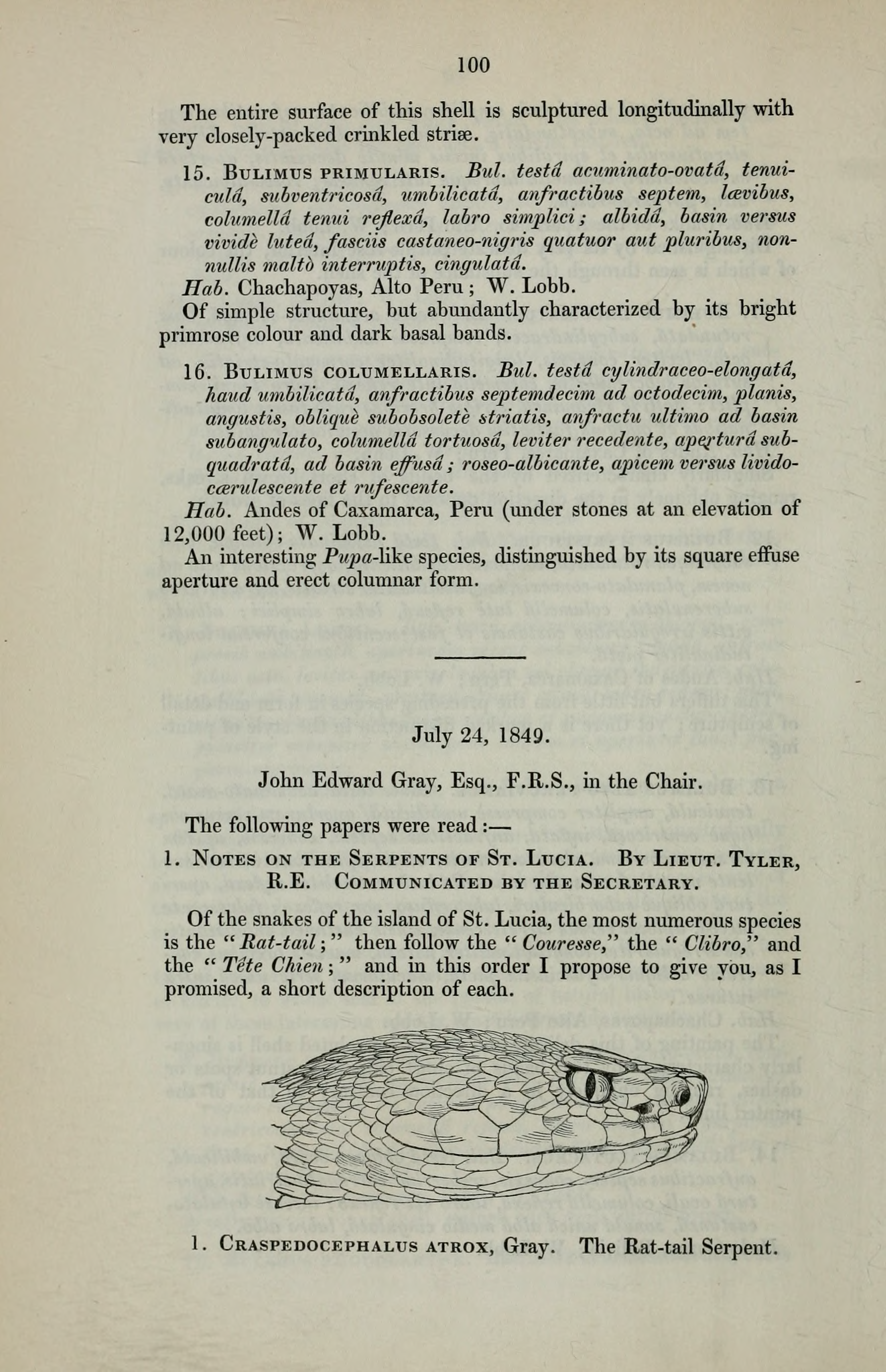